# Guillaume-Adolphe Nerenburger
Guillaume-Adolphe Nerenburger, né à Amsterdam le 23 avril 1804 et mort à Bruxelles le 19 mars 1869, est un général belge, commandant de l'École militaire. Il est l'initiateur de la première carte géographique scientifique de la Belgique.

## Biographie
Guillaume-Adolphe Nerenburger  né à Amsterdam le 23 avril 1804, est le fils d'Henri Nerenburger et de Marie Antoinette Fernig, tous deux d'origine lorraine. Deux de ses oncles sont généraux dans l'armée française. Il épouse Sophie Pelletier à Paris le 14 janvier 1841.
Il fait ses études secondaires à l'Athénée royal de Bruxelles où il a Adolphe Quetelet comme professeur de mathématiques. Il est admis en 1822 à l'École de Saint-Cyr et est nommé sous-lieutenant d'infanterie en 1824. De 1825 à 1827, il suit les cours de l'École d'application du Corps royal d'état-major après quoi, peu fait par la vie de garnison, il démissionne de l'armée française. Revenu à Bruxelles, il publie sous les auspices d'Adolphe Quetelet ses premiers travaux scientifiques.
Lorsqu'éclate la révolution belge de 1830, il participe aux combats et est nommé capitaine d'état-major par le gouvernement provisoire en octobre 1830. Il participe au siège d'Anvers en décembre 1832 au sein de l'état-major général et est un des premiers officiers à être décoré en 1833 chevalier du nouvel ordre de Léopold. Doué d'aptitudes mathématiques étendues, il se fait pédagogue à l'École d'aspirants d'artillerie et à l'École militaire comme professeur de géométrie descriptive. Promu lieutenant-colonel, il quitte l'École militaire en 1843 pour être attaché au Dépôt de la guerre dont il prend le commandement en 1845. Sous sa direction, il fait réaliser par le Dépôt de la guerre et supervise des travaux géodésiques et topographiques destinés à doter la Belgique d'une carte géographique basée sur des relevés scientifiques. Sa mission est facilitée par le prêt par le gouvernement de Prusse de l'appareil de Bessel qui permet de mesurer avec promptitude, facilité et précision les bases géodésiques. Nerenburger en profite pour améliorer les procédés et instruments employés pour mesurer les bases géodésiques et s'entoure de spécialistes tels Jean-Charles Houzeau de Lehaie en matière d'astronomie.
En 1846, il est naturalisé belge et, en 1849, est élu membre de la classe des sciences de l'Académie royale de Belgique.
Il est promu général-major en 1854 et, en 1863, lieutenant-général, grade le plus élevé dans la hiérarchie militaire belge. Toujours en 1863, il est nommé chef de corps d'état-major, devenant commandant de l'École militaire entre 1863 et 1869.
À la suite de son décès à Bruxelles le 19 mars 1869 d'une attaque d'apoplexie, ses funérailles sont célébrées à la cathédrale Saint-Jacques-sur-Coudenberg.

## Distinctions
- Commandeur de l'ordre de Léopold (Belgique).
- Croix commémorative des Volontaires de 1830 (Belgique).
- Chevalier 2e classe de l'ordre de l'Aigle rouge (royaume de Prusse).
- Commandeur de l'ordre du Sauveur de Grèce.
- Grand officier de l'ordre de la Couronne de chêne (Luxembourg).